# Modri Nil
Módri Níl (amharsko ጥቁር አባይ, latinizirano: t’ikʼuri ābayi; oromsko Mormor or Abbayaa, dob. 'father of streams'; arabsko النيل الأزرق, latinizirano: an-Nīl al-ʾAzraqu bahr - reka + azrak - moder) je vzhodnoafriška reka, ki se vzhodno od kraja Bahir Dar izliva iz jezero Tana v Etiopskem višavju na nadmorski višini okoli 1800 m kot največji sladkovodni vir na Zemlji. Potuje približno 1450 km skozi Etiopijo in Sudan. Skupaj z Belim Nilom je eden od dveh večjih pritokov Nila in oskrbuje Nil s približno 85,6% vode v deževnem obdobju.
Po Svetem pismu je Modri Nil ena od štirih rek, ki so tekle iz Edna.

## Potek
Razdalja reke od njenega izvira do sotočja je bila različno ocenjena med 1460 kilometri in 1600 kilometri. Ta negotovost je morda posledica dejstva, da reka teče skozi vrsto skoraj neprehodnih sotesk, ki so vrezane v Etiopsko višavje do globine približno 1500 metrov. Po gradivu, ki ga je objavila Centralna statistična agencija, etiopska vladna agencija, ima Modri Nil skupno dolžino 1450 kilometrov, od tega 800 kilometrov znotraj Etiopije.

### V Etiopiji
Modri Nil izvira iz jezera Tana v Etiopiji (kjer se imenuje reka Abaj). Reka teče na splošno proti jugu, preden vstopi v kanjon približno 30 km od jezera Tana, dolg približno 400 km, kar je velika ovira za potovanje in komunikacijo med severno in južno Etiopijo. Kanjon je bil prvič omenjen kot Grand Canyon leta 1968 s strani britanske ekipe, ki je opravila prvi spust po reki od jezera Tana do konca kanjona; kasnejše raftarji po reki so ga imenovali »Veliki kanjon Nila«. Slapovi Modrega Nila (amharsko Tis Abaj, dobesedno 'velik dim'), ena največjih turističnih znamenitosti Etiopije, so na začetku kanjona.
Reka se vije čez severozahodno Etiopijo, kjer jo med jezerom Tana in mejo med Etiopijo in Sudanom napajajo številni pritoki. Tisti na njegovem levem bregu, v dolvodnem vrstnem redu, so reke Wanqa, Bashilo, Walaqa, Wanchet, Jamma, Muger, Guder, Agwel, Nedi, Didessa in reka Dabus. Tiste na desni strani, prav tako v nizvodnem vrstnem redu, so Handassa, Tul, Abaya, Sade, Tammi, Cha, Shita, Suha, Muga, Gulla, Temcha, Bachat, Katlan, Jiba, Chamoga, Weter in Beles.

### V Sudanu
Modri Nil se nato usmeri proti severozahodu v Sudan. Potuje približno 650 km, teče mimo Er Roseires in sprejema reko Dinder na desnem bregu pri Dinderju. Pri Kartumu se Modri Nil združi z Belim Nilom in kot Nil teče skozi Egipt do Sredozemskega morja pri Aleksandriji.

## Pretok vode
Pretok Modrega Nila doseže največjo količino v deževnem obdobju od junija do septembra, ko oskrbuje 80–86 % vode Nila. Reka je bila glavni vir poplavljanja Nila v Egiptu, kar je prispevalo k rodovitnosti doline Nila in posledično vzponu Starega Egipta in egipčanske mitologije. Z dokončanjem Asuanskega jezu leta 1970 so te poplave v spodnjem Egiptu prenehale. Med poletno monsunsko sezono poplave Modrega Nila erodirajo veliko količino rodovitne prsti iz Etiopskega višavja in jo odnesejo dolvodno kot mulj, tako da voda postane temno rjava ali skoraj črna.
Modri Nil je ključnega pomena za preživetje Egipta: kot najpomembnejši pritok Nila prispeva več kot 85 % Nilovega toka. Čeprav je krajši od Belega Nila in prav tako izvira iz Etiopskega višavja, 59 % vode doseže Egipt prek Modrega Nila. Reka je tudi pomemben vir za Sudan, kjer jezova Roseires in Sennar prispevata k 80 % proizvodnje električne energije v državi iz hidroelektrarn. Ta jezova prav tako pomagata namakati projekt Gezira, ki je najbolj znana po visokokakovostnem bombažu, pa tudi pridelavi pšenice in živalske krme na tem območju.
Novembra 2012 je Etiopija začela na reki graditi Jez velikega etiopskega preporoda, 6000-megavatni jez za hidroelektrarno. Pričakuje se, da bo jez spodbudil etiopsko gospodarstvo. Sudan in Egipt pa sta izrazila zaskrbljenost zaradi možnega zmanjšanja razpoložljive vode. Proizvodnja električne energije se je začela februarja 2022.

## Zgodovina

### Zgodnje evropsko raziskovanje
Prvi Evropejec, za katerega je znano, da je videl Modri Nil v Etiopiji in izvir reke, je bil Pedro Páez, španski jezuit, ki je dosegel izvir reke 21. aprila 1618. Vendar pa je Portugalec João Bermudes, samoimenovani »etiopski patriarh«, v svojih spominih, objavljenih leta 1565, prvi opisal slapove reke Tis Abaj, in poljubno število Evropejcev, ki so živeli v Etiopiji v poznem 15. stoletju, kot npr. Pêro da Covilhã in bi lahko videl reko veliko pred Páezom, vendar ni dosegel njenega izvira. Izvir Nila sta leta 1629 dosegla tudi portugalski jezuitski misijonar Jerónimo Lobo in leta 1770 škotski raziskovalec James Bruce.
Čeprav so evropski raziskovalci razmišljali o sledenju toku Nila od sotočja Modrega Nila z Belim Nilom do jezera Tana, je kanjon Modrega Nila odvračal vse poskuse od poskusa Frédérica Cailliauda leta 1821. Prvi resen poskus raziskovanja tega kraja s strani Modrega Nila dosega reke se je lotil Američan W. W. Macmillan je leta 1902 ob pomoči norveškega raziskovalca B. H. Jenssena; Jenssen je iz Kartuma odplul navzgor, medtem ko je Macmillan odplul navzdol od jezera Tana. Vendar pa so Jenssenove čolne blokirale brzice pri Famaki blizu meje med Sudanom in Etiopijo, Macmillanovi čolni pa so se razbili kmalu po splovitvi. Macmillan je Jenssena spodbudil, da je leta 1905 ponovno poskusil pluti proti toku od Kartuma, vendar se je bil prisiljen ustaviti 500 km pred jezerom Tana. Robert Cheesman, ki je zapisal svoje presenečenje ob prihodu v Etiopijo, ko je ugotovil, da so bile zgornje vode »ene najbolj znanih rek na svetu in tiste, katere ime je bilo dobro znano starim« v njegovem življenju »označeno na zemljevid s pikčastimi črtami«, mu je med letoma 1925 in 1933 uspelo preslikati zgornji tok Modrega Nila. Tega ni storil tako, da je reki sledil ob njenih bregovih in skozi njen neprehodni kanjon, ampak tako, da ji je sledil z višavja zgoraj, pri čemer je prepotoval približno 8000 km z mulo v sosednji državi.

### Danes
V 1950-ih in 1960-ih je več kajakašev veslalo po delih kanjona. Leta 1968 je ekipa 60 britanskih in etiopskih vojakov in znanstvenikov na zahtevo Haileja Selassieja opravila prvi polni spust po reki od jezera Tana do točke blizu sudanske meje, ki jo je vodil raziskovalec John Blashford-Snell. Ekipa je za krmarjenje po mogočnih brzicah uporabila posebej izdelane gumenjake Avon in spremenjene jurišne čolne Royal Engineers. Poznejše rafting odprave v 1970-ih in 1980-ih so na splošno pokrivale samo dele rečnega kanjona.
Leta 1999 sta se pisateljica Virginia Morell in fotografinja Nevada Wier odpravili na pot s splavom od jezera Tana do Sudana in nato objavili dokumentarni film o svojem potovanju. Leta 2000 je ameriški bralec in bralec National Geographica Kenneth Frantz videl fotografijo, ki jo je posnel Nevada Wier za National Geographic, kar ga je pripeljalo do ustanovitve dobrodelne organizacije Bridges to Prosperity. Ta fotografija prikazuje most, polomljen med drugo svetovno vojno, z 10 moškimi na obeh straneh porušenega razpona, ki drug drugega vlečejo čez nevarno vrzel z vrvjo. Ta zgodovinski most je zgradil cesar Fasilides približno leta 1660 z rimsko tehnologijo mostov, ki so jo v Etiopijo prinesli portugalski vojaki med bitko z muslimanskimi osvajalci leta 1507. Leta 2001 in 2009 so prostovoljci Bridges to Prosperity odpotovali iz Združenih držav, da bi popravili polomljeni most čez Modri Nil in kasneje zgradili nov viseči most, ki ni dovzeten za poplave.
28. aprila 2004 sta geolog Pasquale Scaturro in njegov partner, kajakaš in snemalec dokumentarnih filmov Gordon Brown postala prva znana človeka, ki sta plula po Modrem Nilu v celoti. Čeprav je njuna odprava vključevala več drugih, sta bila Brown in Scaturro edina, ki sta ostala na odpravi ves čas potovanja. Svojo pustolovščino sta zabeležila s kamero IMAX in dvema ročnima videokamerama, svojo zgodbo pa sta delila v filmu Skrivnost Nila in v knjigi z istim naslovom.
29. januarja 2005 sta Kanadčan Les Jickling in njegov moštveni kolega Novozelandec Mark Tanner dokončala prvi popolnoma človeški prehod celotnega Modrega Nila in Nila v Sudanu in Egiptu. Njuno potovanje, dolgo več kot 5000 km, je trajalo pet mesecev in je potekalo skozi Etiopijo, Sudan in Egipt. Pripovedujejo, da so veslali skozi konfliktna območja državljanske vojne, regije, znane po razbojnikih, ter naleteli na številne nevarnosti in brzice.